# الکساندر اند بالدوین
الکساندر اند بالدوین (انگلیسی: Alexander & Baldwin) شرکت املاک آمریکایی است، که در سال ۱۸۷۰ توسط ساموئل توماس الکساندر و هنری پرین بالدوین تأسیس شد.